# Heteropanope
Heteropanope is een geslacht van kreeftachtigen uit de klasse van de Malacostraca (hogere kreeftachtigen).

## Soorten
- Heteropanope acanthocarpus Crosnier, 1967
- Heteropanope glabra Stimpson, 1858
- Heteropanope hilarula (de Man, 1928)
- Heteropanope laevis (Dana, 1852)
- Heteropanope longipedes Davie, 1989
- Heteropanope ruberculidens Monod, 1956
- Heteropanope tuberculidens Monod, 1956